# Rățoi
Rățoi – wieś w Rumunii, w okręgu Ardżesz, w gminie Vedea. W 2011 roku liczyła 19 mieszkańców.